# Bataillon autonome de Mauritanie
« Bataillon de tirailleurs sénégalais no 1 » redirige ici. Pour les autres significations, voir 1er bataillon.
Le bataillon autonome de Mauritanie (ou BAM) est un régiment des troupes coloniales françaises, stationné dans la colonie de la Mauritanie en Afrique-Occidentale française.

## Création et différentes dénominations
- 1er janvier 1908 : création du bataillon de Mauritanie, avec des compagnies du 1er régiment de tirailleurs sénégalais[1]
- 6 février 1910 (ou 1er avril) : renommé bataillon de tirailleurs sénégalais no 1[1],[2]
- 1913 : fusionne dans le 1er régiment de tirailleurs sénégalais[2],[3]
- 1er octobre 1919 : nouvelle formation du bataillon de tirailleurs sénégalais no 1 à partir d'éléments du 1er régiment de tirailleurs sénégalais[1]
- août (ou octobre) 1940 : renommé bataillon de Mauritanie[1],[2]
- septembre 1941 : fusionne dans le 1er régiment de tirailleurs sénégalais[1]
- novembre 1943 : formation du bataillon de l'Adrar par renommage du IIIe bataillon du 1er régiment de tirailleurs sénégalais[1]
- juillet 1946 : renommé bataillon de Mauritanie[1]
- juin 1947 : devient Ier bataillon du 1er régiment de tirailleurs sénégalais[1]
- mai 1957 : formation du bataillon autonome de Mauritanie à partir du Ier bataillon du 1er régiment de tirailleurs sénégalais[1],[4]
- 1er décembre 1958 : renommé 1er bataillon d'infanterie de marine[1]

## Historique des garnisons et combats
Le bataillon participe à la conquête française de la Mauritanie, notamment à l'expédition de l'Adrar,. À partir de 1919, le bataillon a son poste de commandement à Saint-Louis (Sénégal).
En 1958, le bataillon autonome de Mauritanie participe à l'opération Écouvillon,.